# Up and Coming Tour
Up And coming Tour foi uma turnê de Shows do Ex Beatle Paul McCartney, que em 2010 passou por mais de 8 paises, incluindo o Brasil. O primeiro Show da Turnê, aconteceu no dia 28 de março de 2010 Na cidade americana de Phoenix No Arizona, já o ultimo concerto foi dia 10 de Junho de 2011, em Las Vegas.

## Recepção na América do Sul e Latina
Em Porto Rico a recepção foi positiva. Os jornais locais "Primera Hora" e "El Nuevo Día" mencionaram que o show estava com a capacidade lotada, e parabenizaram McCartney pela " espetacular produção", pelo seu "espírito jovem" e por ter dialogado bastanto com a platéia. Foi reportado que McCartney falou em espanhol inumeras vezes, e disse que não iria demorar a voltar ao país. Esse foi o primeiro show de Paul McCartney e o primeiro show de um Beatle na ilha. Antes do show, a banda tributo aos Beatles local "The Jukebox" ofereceu um show de abertura em frente à arena do show.
No México, a turnê foi um sucesso, sendo que os produtores mexicanos chegaram a comentar que Paul McCartney fez fazendo história mais uma vez, pois sua apresentação na Cidade do México teve a vendagem mais rápida para um show do Foro Sol.
Depois de meses de especulação, foi confirmado que Paul voltaria a se apresentar no Brasil e na Argentina.
Sobre sua volta ao Brasil, Paul disse que "É muito bom levar a turnê ao Brasil. Eu amo o Brasil e sua musica". Paul e sua banda chegaram em novembro para o primeiro show em Porto Alegre, no dia 7 de Novembro no Estádio Beira-Rio e seguiram com dois shows em São Paulo, em 21 e 22 de Novembro, os dois no Estádio do Morumbi. Paul também se apresentou duas vezes em Buenos Aires, nos dias 10 e 11 de Novembro, no Estádio Monumental de Núñez.
Sobre os dois países, Paul disse que "Tem boas memórias do Brasil e da Argentina, são lugares muito bons para se tocar. Os fãs são ótimos e é maravilhoso estar voltando. Eu amo as platéias sul-americanas. Eu sempre penso que tenho sangue latino, porque me conecto tão fortemente com o amor deles pela musica, pelo ritmo, pela melodia, então eu sempre sinto como se eu tenho muito em comum com as pessoas da América do Sul e latinos em geral".
Em Porto Alegre, os ingressos foram vendidos pela internet e telefone e se esgotaram em somente duas horas. Houve uma pré-venda exclusiva para socios do Sport Club Internacional e pessoas ligadas ao Grupo RBS. Para quem foi ao estádio comprar seu ingresso, houve longas filas.
Em Buenos Aires, a pré-venda online começou em 10 de Outubro. A pré-venda começou as 10 horas da manhã, mas 4 minutos depois o site saiu do ar por causa da alta demanda. os 25,000 ingressos disponibilizados para  a pré-venda venderam em poucas horas, fato que se repetiu quando foi liberada a venda para o resto do público.  Em consequência da grande demanda, no dia 14 de Outubro, foi anunciado mais um show que seria realizado dia 11 de Novembro e que também teve seus ingressos esgotados. O primeiro show se esgotou em uma hora, o segundo em nove horas.
No Brasil, a Rede Globo transmitiu somente uma hora dos "melhores momentos" do primeiro show de São Paulo. Os dois shows em São Paulo, com mais de 128,000 lugares disponíveis tiveram seus ingressos esgotados em menos de 10 horas.

## Datas
| Data                      | Cidade           | País           | Local                          |
| ------------------------- | ---------------- | -------------- | ------------------------------ |
| América do Norte          |                  |                |                                |
| 28 de Março de 2010       | Phoenix          | Estados Unidos | Jobing.com Arena               |
| 30 de Março de 2010       | Los Angeles      | Estados Unidos | Hollywood Bowl                 |
| 31 de Março de 2010       | Los Angeles      | Estados Unidos | Hollywood Bowl                 |
| 3 de Abril de 2010        | Miami            | Estados Unidos | Sun Life Stadium               |
| 5 de Abril de 2010        | San Juan         | Porto Rico     | Coliseu José Miguel Agrelot    |
| 27 de Maio de 2010        | Cidade do México | México         | Foro Sol                       |
| 28 de Maio de 2010        | Cidade do México | México         | Foro Sol                       |
| 10 de Junho de 2010[A]    | Washington       | Estados Unidos | Casa Branca                    |
| Europa                    |                  |                |                                |
| 12 de Junho de 2010       | Dublin           | Irlanda        | RDS Arena                      |
| 13 de Junho de 2010[B]    | Ilha de Wight    | Inglaterra     | Seaclose Park                  |
| 20 de Junho de 2010       | Glasgow          | Escócia        | Hampden Park                   |
| 26 de Junho de 2010       | Cardiff          | País de Gales  | Millennium Stadium             |
| 27 de Junho de 2010[C]    | Londres          | Inglaterra     | Hyde Park                      |
| 1 de Julho de 2010[D]     | Londres          | Inglaterra     | Battersea Power Station        |
| América do Norte          |                  |                |                                |
| 7 de Julho de 2010        | San Francisco    | Estados Unidos | AT&T Park                      |
| 10 de Julho de 2010[E]    | Nova York        | Estados Unidos | Radio City Music Hall          |
| 13 de Julho de 2010       | Salt Lake City   | Estados Unidos | Rio Tinto Stadium              |
| 15 de Julho de 2010       | Denver           | Estados Unidos | Pepsi Center                   |
| 24 de Julho de 2010       | Kansas City      | Estados Unidos | Sprint Center                  |
| 26 de Julho de 2010       | Nashville        | Estados Unidos | Bridgestone Arena              |
| 28 de Julho de 2010       | Charlotte        | Estados Unidos | Time Warner Cable Arena        |
| 8 de Agosto de 2010       | Toronto          | Canadá         | Air Canada Centre              |
| 9 de Agosto de 2010       | Toronto          | Canadá         | Air Canada Centre              |
| 12 de Agosto de 2010      | Montreal         | Canadá         | Bell Centre                    |
| 14 de Agosto de 2010      | Filadélfia       | Estados Unidos | Wachovia Center                |
| 15 de Agosto de 2010      | Filadélfia       | Estados Unidos | Wachovia Center                |
| 18 de Agosto de 2010      | Pittsburgh       | Estados Unidos | Consol Energy Center           |
| 19 de Agosto de 2010      | Pittsburgh       | Estados Unidos | Consol Energy Center           |
| América do Sul            |                  |                |                                |
| 7 de Novembro de 2010     | Porto Alegre     | Brasil         | Estádio Beira-Rio              |
| 10 de Novembro de 2010    | Buenos Aires     | Argentina      | Estádio Monumental de Núñez    |
| 11 de Novembro de 2010    | Buenos Aires     | Argentina      | Estádio Monumental de Núñez    |
| 21 de Novembro de 2010    | São Paulo        | Brasil         | Estádio do Morumbi             |
| 22 de Novembro de 2010    | São Paulo        | Brasil         | Estádio do Morumbi             |
| América do Norte          |                  |                |                                |
| 13 de Dezembro de 2010[F] | Nova York        | Estados Unidos | Apollo Theater                 |
| Europa                    |                  |                |                                |
| 17 de Dezembro de 2010    | Londres          | Inglaterra     | 100 Club                       |
| 18 de Dezembro de 2010    | Londres          | Inglaterra     | Hammersmith Apollo             |
| 20 de Dezembro de 2010    | Liverpool        | Inglaterra     | O2 Academy Liverpool           |
| América do Sul            |                  |                |                                |
| 9 de Maio de 2011         | Lima             | Peru           | Estadio Monumental "U"         |
| 11 de Maio de 2011        | Santiago         | Chile          | Estadio Nacional de Chile      |
| 22 de Maio de 2011        | Rio de Janeiro   | Brasil         | Estádio Olímpico Nilton Santos |
| 23 de Maio de 2011        | Rio de Janeiro   | Brasil         | Estádio Olímpico Nilton Santos |
| América do Norte          |                  |                |                                |
| 10 de Junho de 2011       | Las Vegas        | Estados Unidos | MGM Grand Las Vegas            |

Festivais e outras apresentações
| A Esse concerto fez parte do "Gershwin Prize For Popular Song" B Esse concerto fez parte do "Isle of Wight Festival" C Esse concerto fez parte do "Hard Rock Calling" D Esse concerto fez parte do "The Old Vic 192" E Esse concerto fez parte do "Ringo Starr's 70th Birthday" F Esse concerto fez parte do "Live From The Apollo Theater (Sirius XM Invitation Concert)" |

1. ↑  «A horas de salir a la venta, se agotan las entradas para Paul McCartney en Argentina». 12 de outubro de 2010. Consultado em 1 de outubro de 2010
2. ↑  «Son las entradas que se vendieron en 10 horas para los dos shows que Paul McCartney dará en Sao Paulo.»